# ウォルター・F・パークス
ウォルター・F・パークス（Walter F. Parkes, 1951年4月15日 - ）は、 アメリカ合衆国の映画プロデューサー、脚本家である。

## 人物
1975年の『The California Reich』を監督・製作したことでアカデミー長編ドキュメンタリー映画賞、1982年の『ウォー・ゲーム』の脚本を執筆したことでアカデミー脚本賞、1990年の『レナードの朝』を製作したことでアカデミー作品賞にノミネートされたがいずれも受賞には至っていない。妻のローリー・マクドナルドと組む以前は
ローレンス・ラスカーと組むことがあった。

## 生い立ち
カリフォルニア州ベーカーズフィールドで生まれる。
サンタモニカで妻のローリー・マクドナルドと暮らし、子供を2人もうけている。

## フィルモグラフィ

### 映画
- The California Reich (1975) ドキュメンタリー、製作・監督・編集
- ウォー・ゲーム WarGames (1983) 脚本
- ピース・フォース Volunteers (1985) 製作
- 飛べ、バージル/プロジェクトX Project X (1987) 製作
- トゥルー・ビリーヴァー/はぐれ弁護士の執念 True Believer (1989) 製作
- レナードの朝 Awakenings (1990) 製作
- スニーカーズ Sneakers (1992) 脚本・製作
- リトル・ジャイアンツ Little Giants (1994) 製作総指揮
- 3人のエンジェル To Wong Foo, Thanks for Everything! Julie Newmar (1995) 製作総指揮
- キルトに綴る愛 How to Make an American Quilt (1995) 製作総指揮
- ツイスター Twister (1996) 製作総指揮
- トリガー・エフェクト The Trigger Effect (1996) 製作総指揮
- ピースメーカー The Peacemaker (1997) 製作
- メン・イン・ブラック Men in Black (1997) 製作
- アミスタッド Amistad (1997) 製作総指揮
- スモール・ソルジャーズ Small Soldiers (1998) 製作総指揮
- マスク・オブ・ゾロ The Mask of Zorro (1998) 製作総指揮
- ディープ・インパクト Deep Impact (1998) 製作総指揮
- グラディエーター Gladiator (2000) 製作総指揮
- A.I. A.I. Artificial Intelligence (2001) 製作総指揮
- タキシード The Tuxedo (2002) 製作総指揮
- タイムマシン The Time Machine (2002) 製作
- ロード・トゥ・パーディション Road to Perdition (2002) 製作総指揮
- ザ・リング The Ring (2002) 製作
- マイノリティ・リポート Minority Report (2002) 製作
- メン・イン・ブラック2 Men in Black II (2002) 製作
- キャッチ・ミー・イフ・ユー・キャン Catch Me If You Can (2002) 製作
- ターミナル The Terminal (2004) 製作
- レモニー・スニケットの世にも不幸せな物語 Lemony Snicket's A Series of Unfortunate Events (2004) 製作
- ザ・リング2 The Ring Two (2005) 製作
- アイランド The Island (2005) 製作
- 恋人はゴースト Just Like Heaven (2005) 製作
- レジェンド・オブ・ゾロ The Legend of Zorro (2005) 製作
- ルックアウト/見張り The Lookout (2007) 製作
- 君のためなら千回でも The Kite Runner (2007) 製作
- スウィーニー・トッド フリート街の悪魔の理髪師 Sweeney Todd: The Demon Barber of Fleet Street (2007) 製作
- あの日、欲望の大地で The Burning Plain (2009) 製作
- ゲスト The Uninvited (2009) 製作
- 奇人たちの晩餐会 USA Dinner for Schmucks (2010) 製作
- メン・イン・ブラック3 Men in Black 3 (2012) 製作
- フライト Flight (2012) 製作
- ザ・リング/リバース Rings (2017) 製作
- フリーソロ Free Solo (2018) 製作総指揮
- メン・イン・ブラック:インターナショナル Men in Black: International (2019) 製作

### テレビシリーズ
- Eddie Dodd (1991) 製作総指揮・脚本
- Birdland (1994) 製作総指揮
- メン・イン・ブラック Men in Black: The Series (1997-2001) 製作総指揮